# Râul Ghereș
Râul Ghereș este unul din cele două brațe care formează râul Jieț. 

## Hărți
- Harta județului Hunedoara
- Harta munților Parâng [nefuncțională – arhivă]